# Poilly-lez-Gien
Pour les articles homonymes, voir Gien (homonymie).
Poilly-lez-Gien est une commune française située dans le département du Loiret, en région Centre-Val de Loire.

## Géographie

### Localisation

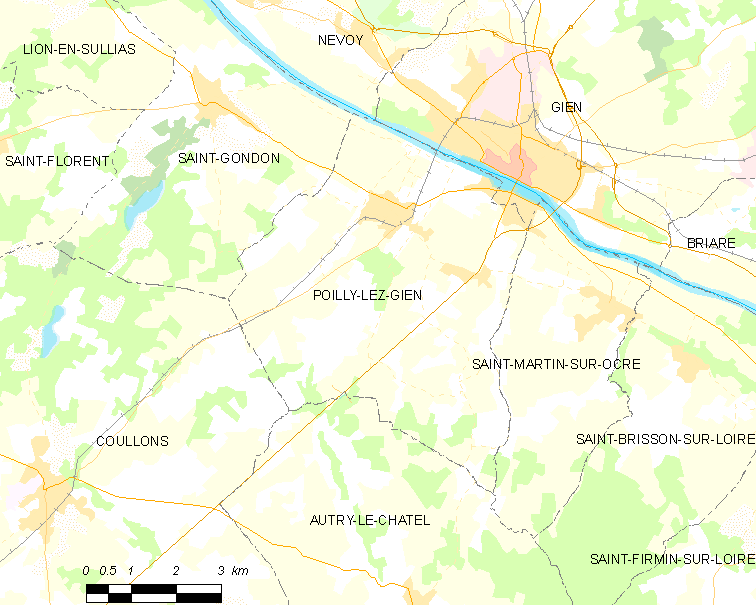
Carte de la commune de Poilly-lez-Gien et des communes limitrophes

La commune de Poilly-lez-Gien se trouve dans le quadrant sud-est du département du Loiret, dans la région agricole du Berry et l'aire urbaine de Gien. À vol d'oiseau, elle se situe à 57,3 km  d'Orléans, préfecture du département, à 37,3 km de Montargis, sous-préfecture, et à 2,8 km de Gien, ancien chef-lieu du canton dont dépendait la commune avant mars 2015. La commune fait partie du bassin de vie de Gien.
Les communes les plus proches sont : Gien (2,8 km), Nevoy (4 km), Saint-Gondon (4,8 km), Saint-Martin-sur-Ocre (5 km), Saint-Brisson-sur-Loire (7,1 km), Autry-le-Châtel (8,9 km), Saint-Florent (9,3 km), Lion-en-Sullias (9,8 km), Coullons (10,1 km) et Dampierre-en-Burly (11,1 km).

### Paysages
Une partie de son territoire appartient à la zone de protection spéciale vallée de la Loire du Loiret du réseau Natura 2000.

### Géologie et relief

#### Géologie
La commune se situe dans le sud du Bassin parisien, le plus grand des trois bassins sédimentaires français. Cette vaste dépression, occupée dans le passé par des mers peu profondes et des lacs, a été comblée, au fur et à mesure que son socle s’affaissait, par des sables et des argiles, issus de l’érosion des reliefs alentours, ainsi que des calcaires d’origine biologique, formant ainsi une succession de couches géologiques.
Les couches affleurantes sur le territoire communal sont constituées de formations superficielles du Quaternaire et de roches sédimentaires datant du Cénozoïque, l'ère géologique la plus récente sur l'échelle des temps géologiques, débutant il y a 66 millions d'années, et du Mésozoïque, anciennement appelé Ère secondaire, qui s'étend de −252,2 à −66,0 Ma. La formation la plus ancienne est de la craie blanche à silex remontant à la période Crétacé. La formation la plus récente est des alluvions récentes des lits mineurs remontant à l’époque Holocène de la période Quaternaire. Le descriptif de ces couches est détaillé dans  la feuille « n°432 - Gien » de la carte géologique au 1/50 000ème du département du Loiret, et sa notice associée.

Carte géologique de la commune.

|  | Fz : | alluvions récentes des lits mineurs, Holocène                                                     |
|  | FC : | alluvions et colluvions du fond des vallées secondaires, Holocène                                 |
|  | Fy : | alluvions récentes des levées et montilles de la Loire et des basses terrasses du Loing, Holocène |
|  | Fw : | alluvions de haute terrasse de la Loire, Pléistocène (Riss), terrasse +10 -15 m                   |

|  | FuL : | alluvions de très haute terrasse de la Loire, Pléistocène (Villafranchien), terrasse +40 m |
|  | qCS : | colluvions à silex de versant, Quaternaires                                                |
|  | qOE : | Limons et Loess, Quaternaire                                                               |

|  | m3-p1SASo : | sables et argiles de Sologne, Langhien supérieur à Pliocène inférieur |

|  | e4PN : | poudingue de Nemours, Paléocène-Éocène inférieur |

|  | e1-4Rc : | complexe argilo-sableux à silex = argiles à silex, Paléocène-Éocène inférieur |

|  | c2Cr : | craie blanche à silex, Turonien |

#### Relief
La superficie cadastrale de la commune publiée par l’Insee, qui sert de références dans toutes les statistiques, est de 33,29 km2,. La superficie géographique, issue de la BD Topo, composante du Référentiel à grande échelle produit par l'IGN, est quant à elle de 33,32 km2. L'altitude du territoire varie entre 117 m et 182 m.

### Hydrographie

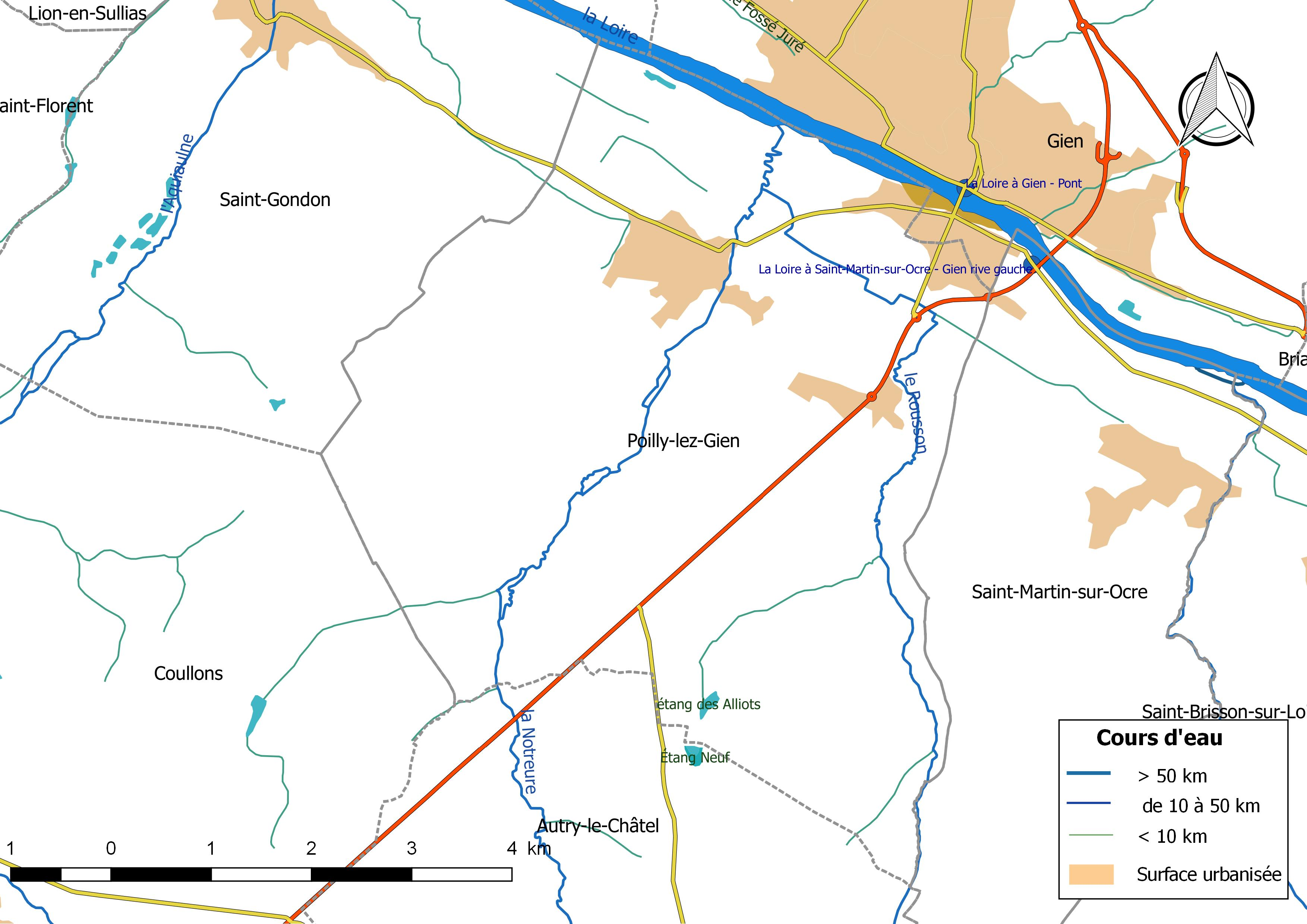
Réseau hydrographique de Poilly-lez-Gien.

La commune est traversée par la Loire (2,685 km). Le réseau hydrographique communal, d'une longueur totale de 29,77 km, comprend deux autres cours d'eau notables, la Notreure (7,945 km) et le Rousson (8,332 km), et huit petits cours d'eau.
Le cours de la Loire s’insère dans une large vallée qu’elle a façonnée peu à peu depuis des milliers d’années. Elle traverse le sud du département du Loiret depuis Beaulieu-sur-Loire jusqu'à Beaugency, avec un cours large et lent. La Loire présente des fluctuations saisonnières de débit assez marquées. Son débit est régulé par des barrages amont (Naussac en amont sur l’Allier et Villerest). Ces barrages interviennent pour le soutien d’étiage (débit minimum de 60 m3/s en étiage à Gien) et Villerest permet également d’écrêter les crues. La Loire est un cours d’eau domanial classé en deuxième catégorie piscicole. L'espèce biologique dominante est constituée essentiellement de poissons blancs (cyprinidés) et de carnassiers (brochet, sandre et perche). La station hydrométrique la plus proche de la commune et servant de référence en cas de crue est celle de Gien. Le débit mensuel moyen (calculé sur 82 ans pour cette station) varie de 102 m3/s au mois d'août  à 593 m3/s au mois de février. La Loire connaît toutefois en cas d'intempéries exceptionnelles des pics de débits très importants, le maximum ayant été atteint sur cette station le 8 décembre 2003 avec 3 320 m3/s et une hauteur de 5,03 m,. Le débit maximum de la Loire ayant été atteint lors des crues de 1856 ou 1866 avec une valeur de l'ordre de 7 000 m3/s, la hauteur maximale ayant été atteinte le 1er juin 1856 avec 7,19 m.
Le Notreure, d'une longueur totale de 36,2 km, prend sa source à Sury-ès-Bois dans le Cher et se jette  dans la Loire à Poilly-lez-Gien, après avoir traversé 6 communes. Le Rousson, d'une longueur totale de 12,6 km, prend sa source dans la commune d'Autry-le-Châtel et se jette  dans la Notreure à Poilly-lez-Gien, après avoir traversé 3 communes.
La Notreure et le Rousson sont classés dans la liste 1 au titre de l'article L. 214-17 du code de l'environnement sur le Bassin Loire-Bretagne. Ce classement est réservé aux  des cours d'eau qui sont en très bon état écologique, ou identifiés par les SDAGE des eaux comme jouant le rôle de réservoir biologique nécessaire au maintien ou à l'atteinte du bon état écologique des cours d'eau d'un bassin versant, ou dans lesquels une protection complète des poissons migrateurs est nécessaire. Aucune autorisation ou concession ne peut être accordée pour la construction de nouveaux ouvrages s'ils constituent un obstacle à la continuité écologique et le renouvellement de la concession ou de l'autorisation des ouvrages existants est subordonné à des prescriptions permettant de maintenir le très bon état écologique des eaux. Sur le plan piscicole, ils sont classés en première catégorie piscicole. L'espèce biologique dominante est constituée essentiellement de salmonidés (truite, omble chevalier, ombre commun, huchon).

### Climat
Pour des articles plus généraux, voir Climat du Centre-Val de Loire et Climat du Loiret.
En 2010, le climat de la commune est de type climat océanique dégradé des plaines du Centre et du Nord, selon une étude du CNRS s'appuyant sur une série de données couvrant la période 1971-2000. En 2020, Météo-France publie une typologie des climats de la France métropolitaine dans laquelle la commune est exposée à un climat océanique altéré et est dans la région climatique Centre et contreforts nord du Massif Central, caractérisée par un air sec en été et un bon ensoleillement.
Pour la période 1971-2000, la température annuelle moyenne est de 10,9 °C, avec une amplitude thermique annuelle de 15,7 °C. Le cumul annuel moyen de précipitations est de 687 mm, avec 11,2 jours de précipitations en janvier et 7,2 jours en juillet. Pour la période 1991-2020, la température moyenne annuelle observée sur la station météorologique de Météo-France la plus proche, sur la commune de Villemurlin à 20 km à vol d'oiseau, est de 11,6 °C et le cumul annuel moyen de précipitations est de 691,2 mm,. Pour l'avenir, les paramètres climatiques de la commune estimés pour 2050 selon différents scénarios d'émission de gaz à effet de serre sont consultables sur un site dédié publié par Météo-France en novembre 2022.

### Milieux naturels et biodiversité

#### Sites Natura 2000
Le réseau Natura 2000 est un réseau écologique européen de sites naturels d’intérêt écologique élaboré à partir des Directives «Habitats » et «Oiseaux ». Ce réseau est constitué de Zones Spéciales de Conservation (ZSC) et de Zones de Protection Spéciale (ZPS). Dans les zones de ce réseau, les États membres s'engagent à maintenir dans un état de conservation favorable les types d'habitats et d'espèces concernés, par le biais de mesures réglementaires, administratives ou contractuelles. L'objectif est de promouvoir une gestion adaptée des habitats tout en tenant compte des exigences économiques, sociales et culturelles, ainsi que des particularités régionales et locales de chaque État membre. les activités humaines ne sont pas interdites, dès lors que celles-ci ne remettent pas en cause significativement l’état de conservation favorable des habitats et des espèces concernés,. Les sites Natura 2000 présents sur le territoire communal de Poilly-lez-Gien sont au nombre de deux.
| Désignation                                             | Numéro    | Type                       | Arrêté        | Description |
| ------------------------------------------------------- | --------- | -------------------------- | ------------- | --- |
| « Vallée de la Loire de Tavers à Belleville-sur-Loire » | FR2400528 | SIC (Directive "Habitats") | 13 avril 2007 | Le site de la « Vallée de la Loire de Tavers à Belleville-sur-Loire », d'une superficie de 7 120 ha, concerne 51 communes. La délimitation de ce site Natura 2000 est très proche de celle correspondant à la Directive Oiseaux. L'intérêt majeur du site repose sur les milieux ligériens liés à la dynamique du fleuve, qui hébergent de nombreuses espèces citées en annexe II de la directive Habitats. Elle se situe dans la frange nord de la commune. |
| « Vallée de la Loire du Loiret »                        | FR2410017 | ZPS (Directive "Oiseaux")  | 4 mai 2007    | Le site de la « Vallée de la Loire du Loiret » s'étend sur 7 684 ha et concerne la vallée de la Loire dans le Loiret. Cette ZPS se poursuit en amont et en aval sur les départements voisins. L'intérêt majeur du site repose sur les milieux et les espèces ligériens liés à la dynamique du fleuve. Ces milieux hébergent de nombreuses espèces citées en annexe I de la directive Oiseaux. Le site est caractérisé par la présence de colonies nicheuses de sternes naine et pierregarin et de mouette mélanocéphale. Des sites de pêche du Balbuzard pêcheur sont également présents. Le site est également lieu de reproduction du bihoreau gris, de l'aigrette garzette, de la bondrée apivore, du milan noir, de l'œdicnème criard, du martin-pêcheur, du pic noir, de la pie-grièche écorcheur. Elle se situe dans la frange nord de la commune. |

Sélection de représentants de l'avifaune de la zone Natura 2000 « Vallée de la Loire du Loiret ».
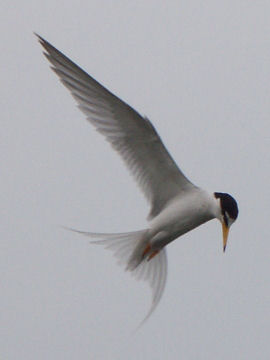
Sterne naine
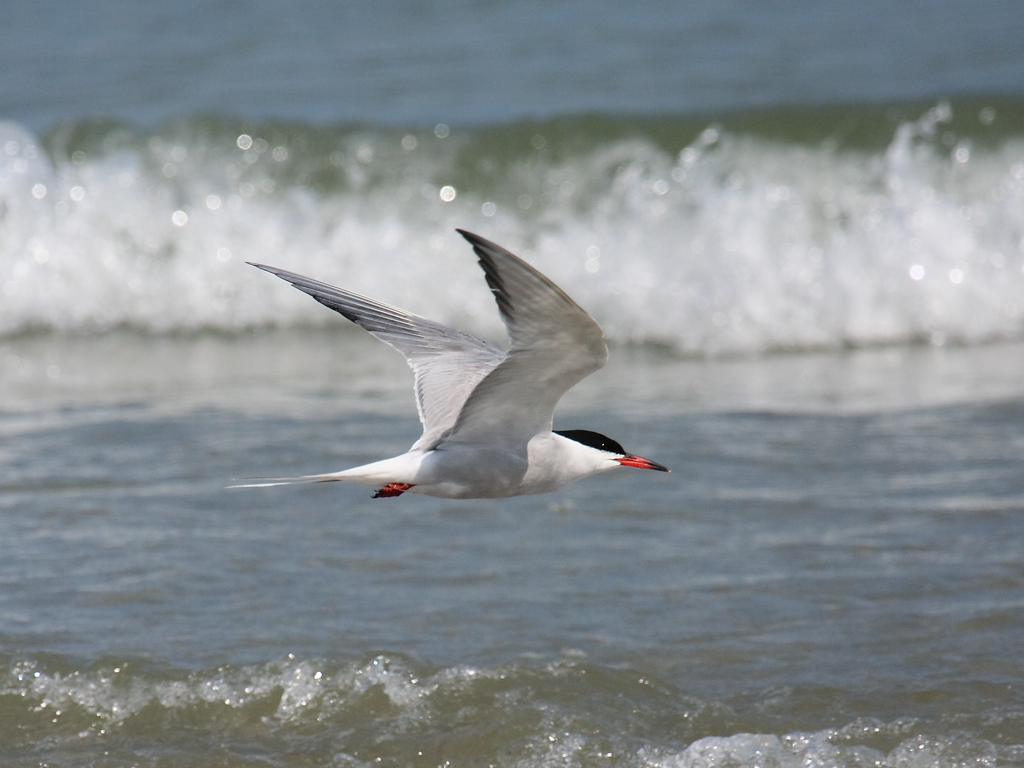
Sterne pierregarin
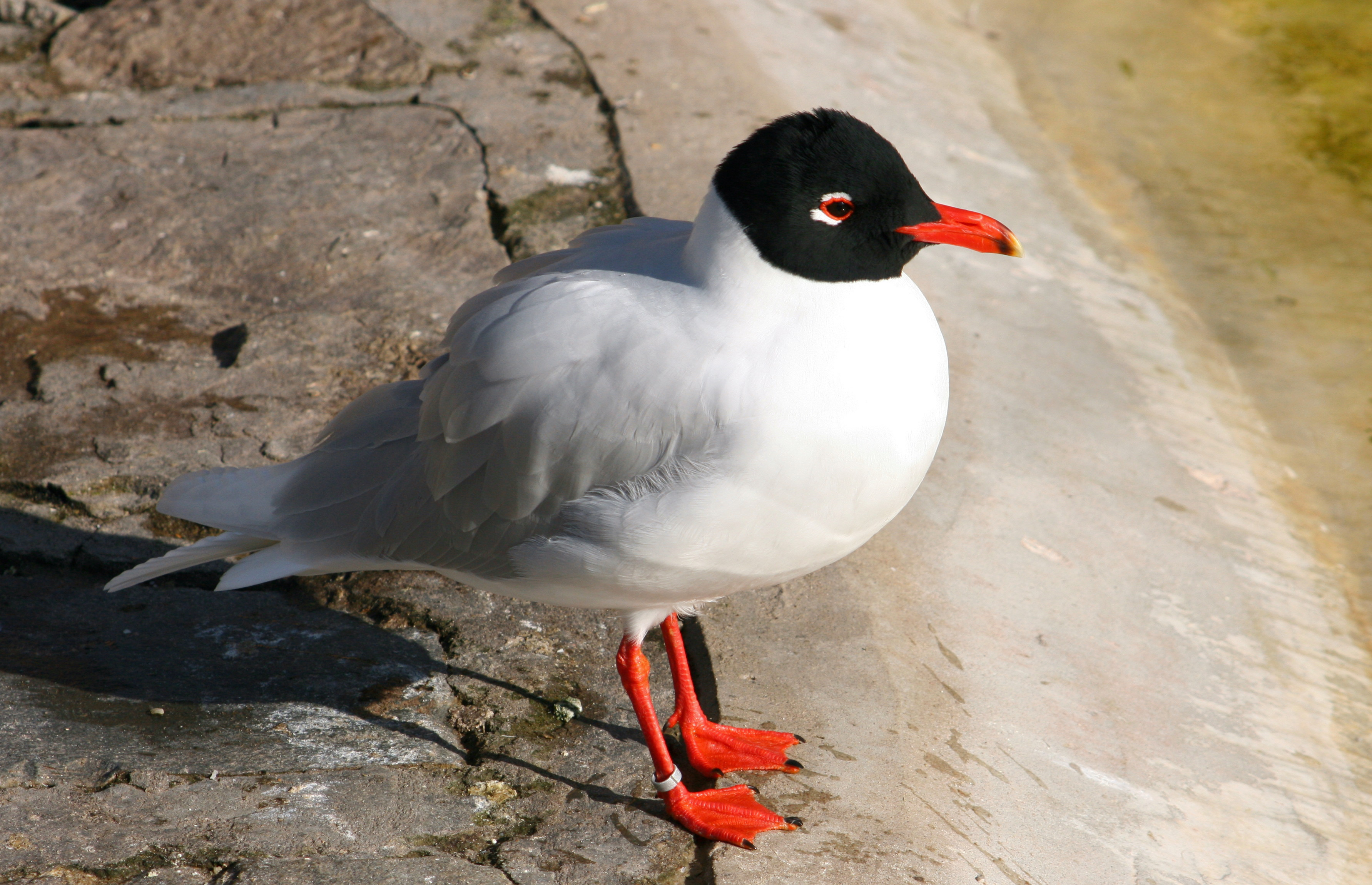
Mouette mélanocéphale
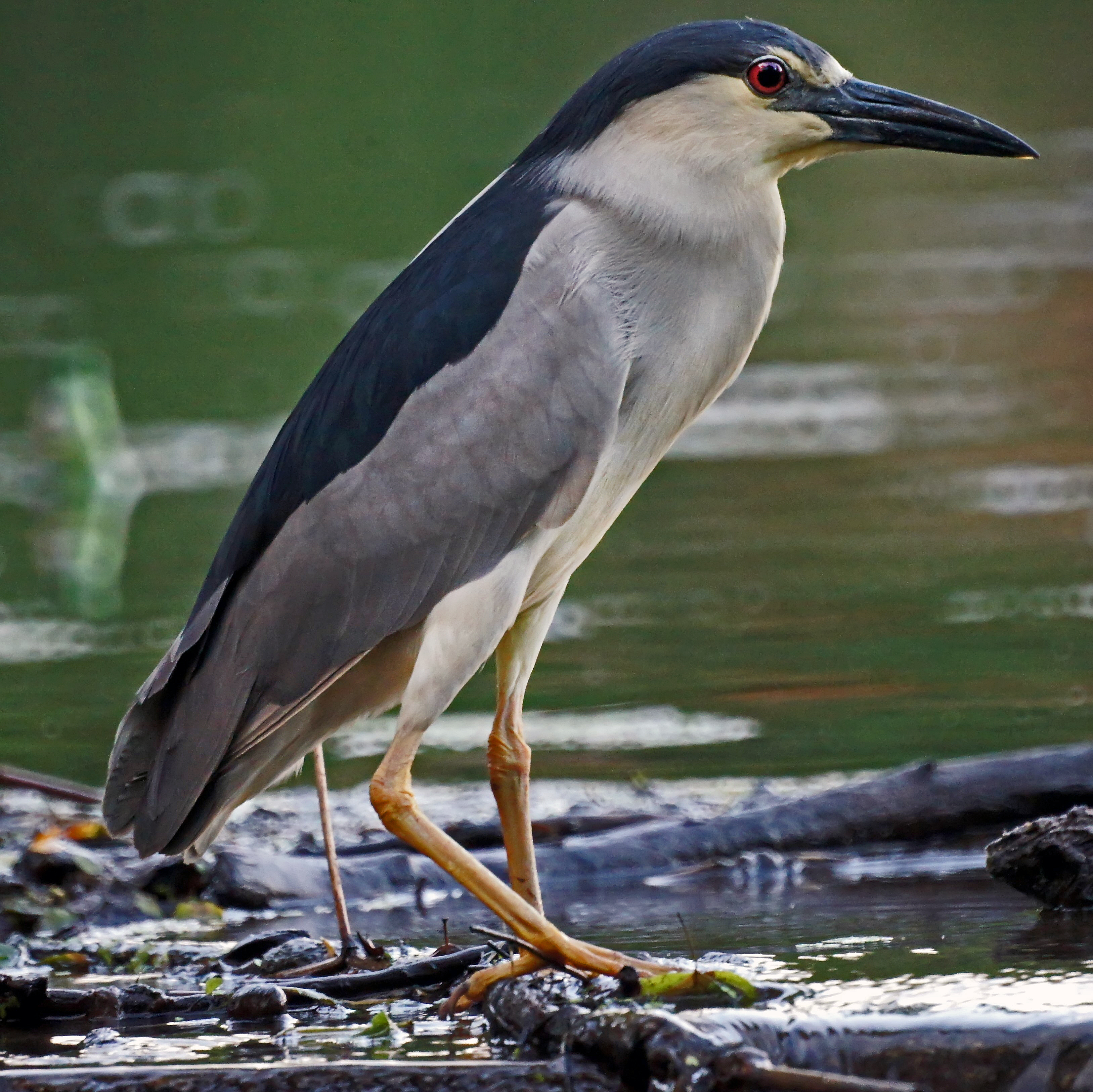
Bihoreau gris
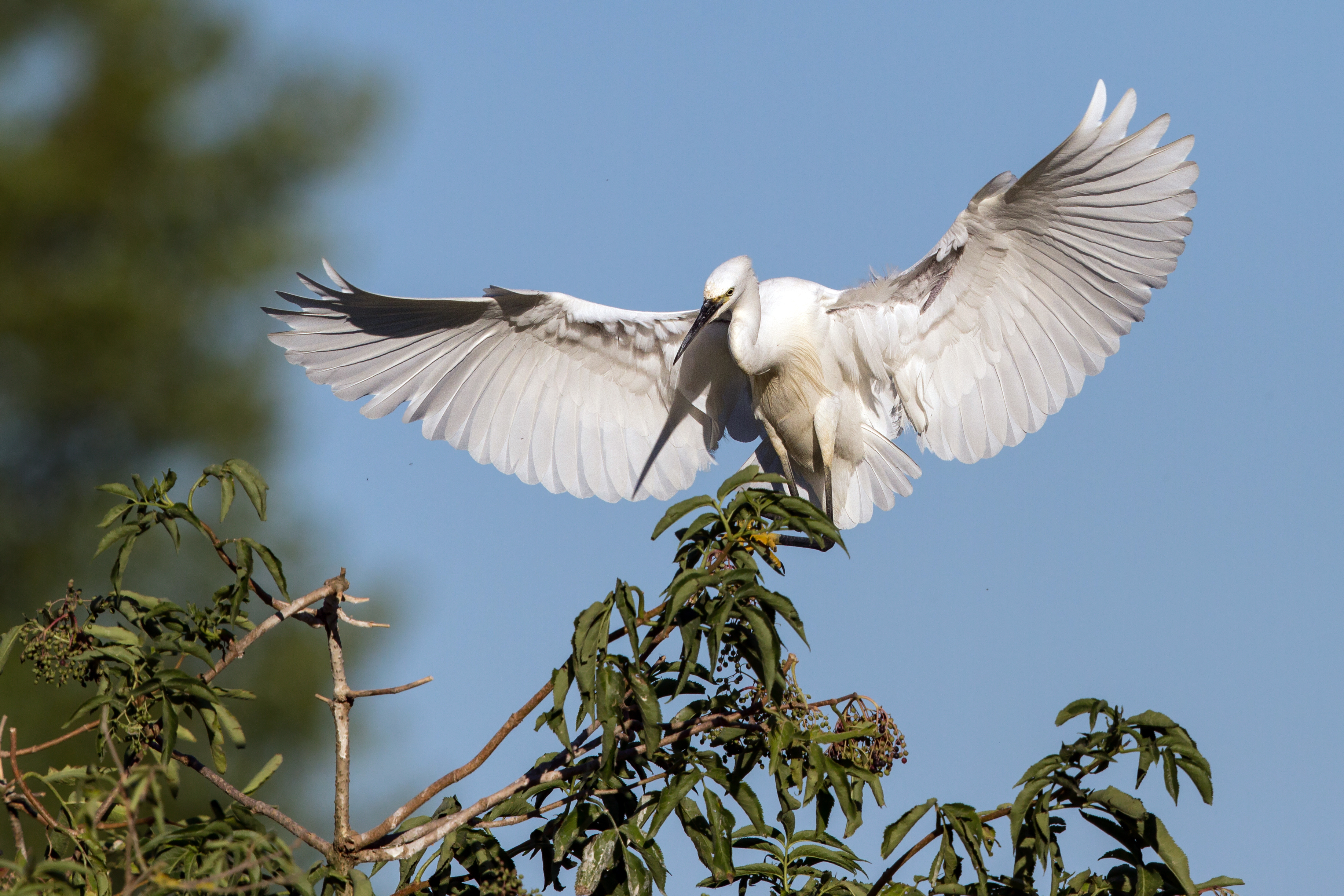
Aigrette garzette
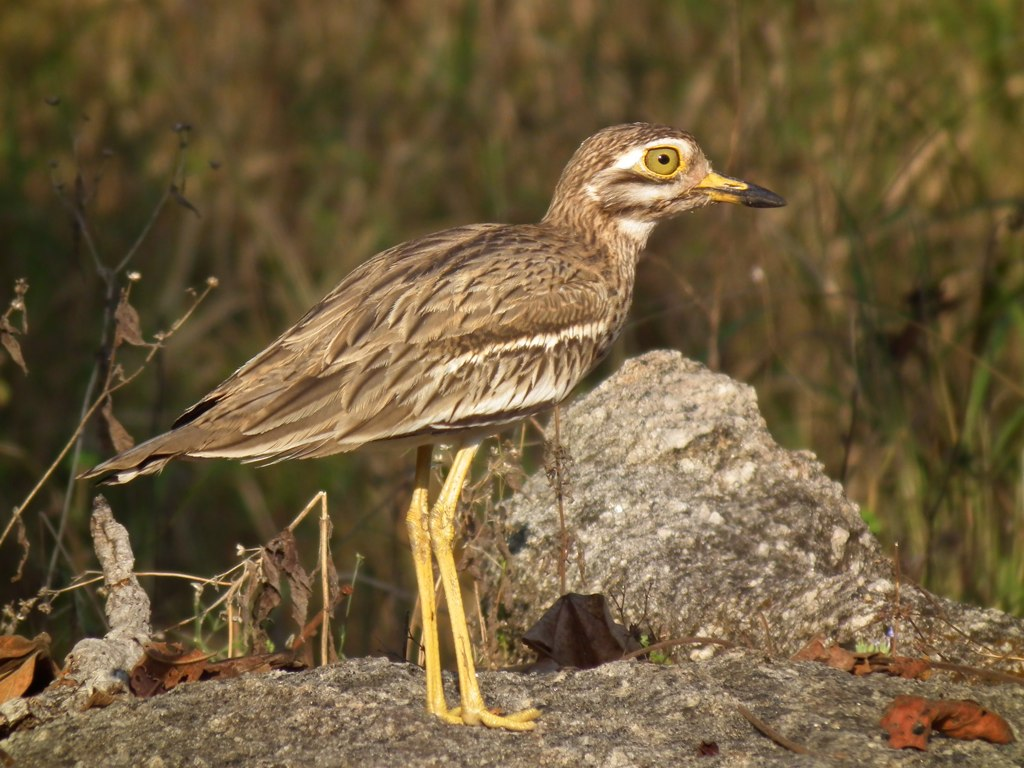
Œdicnème criard
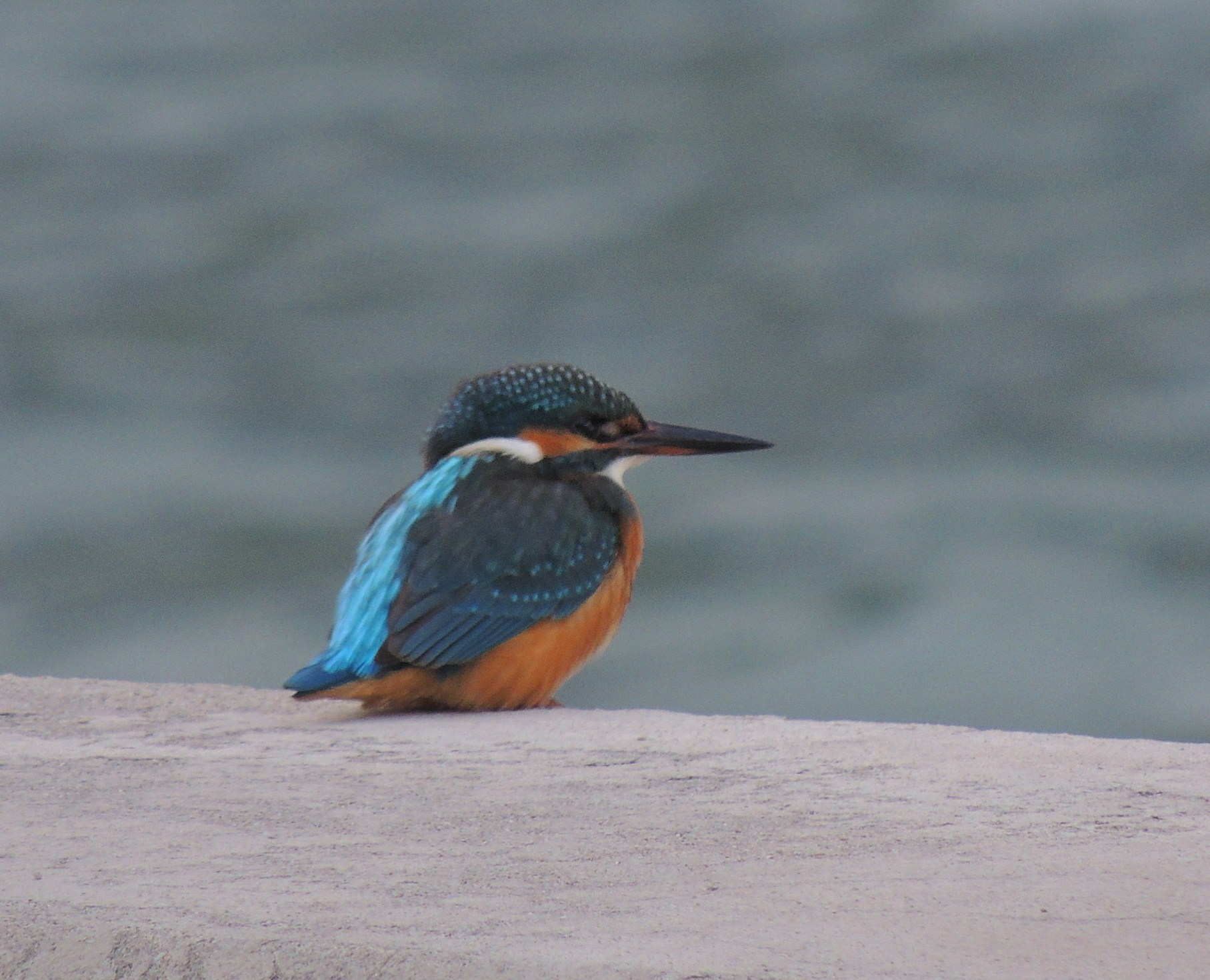
Martin-pêcheur d'Europe

#### Zones nationales d'intérêt écologique, faunistique et floristique

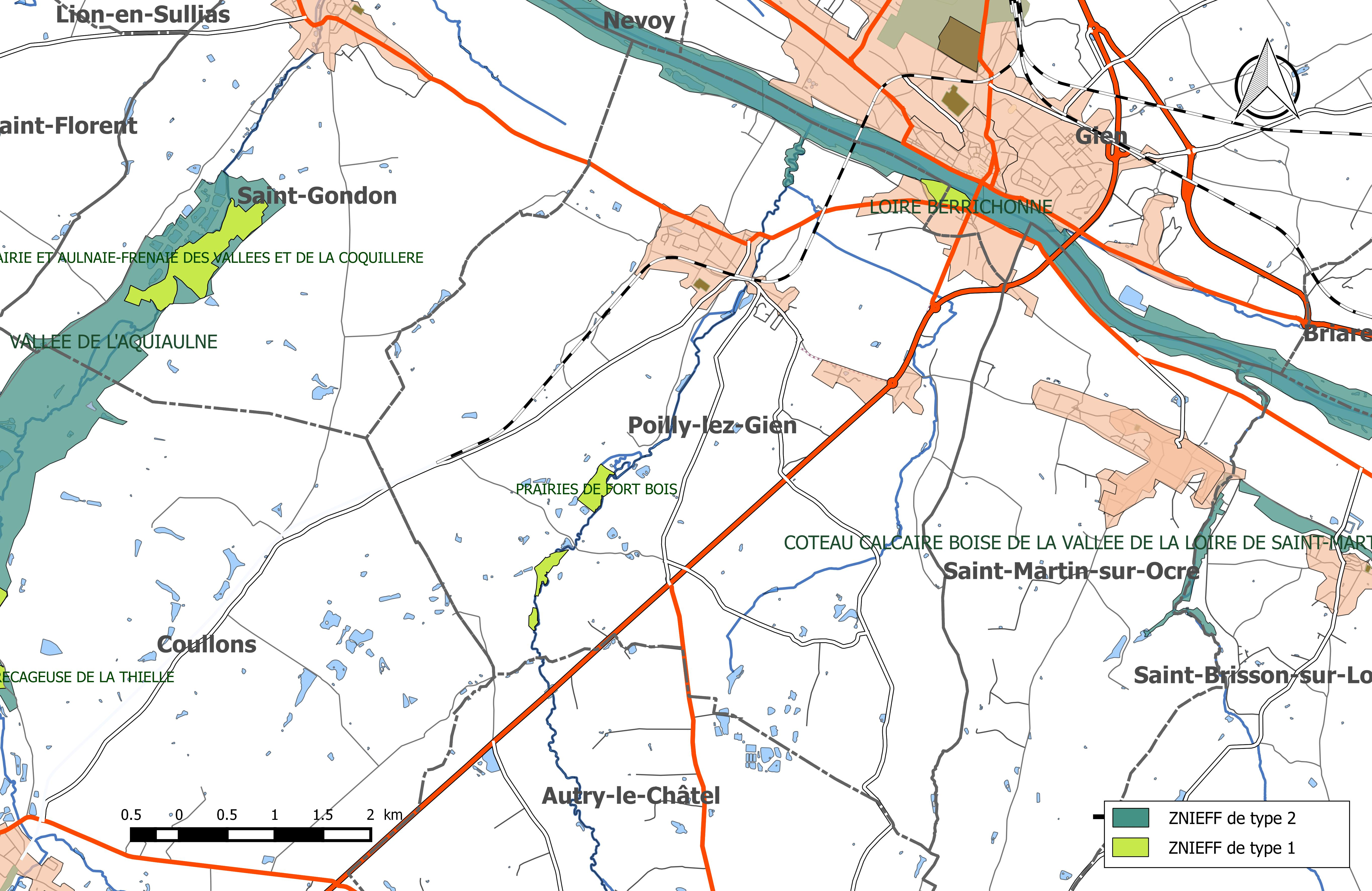
Carte des ZNIEFF de la commune et de ses abords.

L'inventaire des zones naturelles d'intérêt écologique, faunistique et floristique (ZNIEFF) a pour objectif de réaliser une couverture des zones les plus intéressantes sur le plan écologique, essentiellement dans la perspective d’améliorer la connaissance du patrimoine naturel national et de fournir aux différents décideurs un outil d’aide à la prise en compte de l’environnement dans l’aménagement du territoire. Le territoire communal de Poilly-lez-Gien comprend trois ZNIEFF.
| Désignation               | Type   | Superficie     | Description |
| ------------------------- | ------ | -------------- | --- |
| « Loire berrichonne »     | type 2 | 7 058 hectares | Cette zone s'étend sur 31 communes dont 19 dans le Cher et 12 dans le Loiret. La Loire berrichonne (on pourrait dire nivernaise ou bourguignonne) se caractérise par un lit mineur tressé avec de nombreuses îles et grèves. La forêt alluviale occupe une surface bien plus importante que dans les autres sections de la Loire moyenne. Le cours grossièrement orienté nord-sud assure à la fois une fonction de corridor écologique et d'étape migratoire. C'est aussi un secteur important de reproduction de l'avifaune. |
| « Plage de la Turquie »   | type 1 | 9 hectares     | Cette zone s'étend sur deux communes : Gien et Poilly-lez-Gien. Son altitude est de 125 m. Il s'agit d'une vaste plage de graviers et sables, soumise régulièrement à submersion et donc peu végétalisée. Ce site abrite une population relativement importante de sternes naines nicheuses (24 couples en 2005), malgré sa situation en pleine ville et les risques de dérangement. Cette zone occupée depuis au moins 1997 fait l'objet d'une gestion conservatoire, en concertation avec la Ville de Gien depuis 2001. |
| « Prairies de Fort Bois » | type 1 | 14 hectares    | Cette ZNIEFF s'inscrit dans la vallée de la Notreure. Son altitude varie entre 137 et 139 m. Elle est composée de trois noyaux distincts. Le noyau situé au nord, près du lieu-dit « Fort Bois », est le plus ouvert et le plus riche en espèces déterminantes. Les deux autres noyaux, situés au sud du lieu-dit « l'Ermitage », plus fermés, sont occupés par de la prairie à Reine des prés et de la magnocariçaie. Entre ces deux noyaux, la prairie centrale abrite une population de Renouée bistorte (Polygonum bistorta), protégée et très rare en région Centre-Val de Loire. Enfin, le noyau le plus au sud est occupé par le même type d'habitat. |

## Urbanisme

### Typologie
Au 1er janvier 2024, Poilly-lez-Gien est catégorisée commune rurale à habitat dispersé, selon la nouvelle grille communale de densité à sept niveaux définie par l'Insee en 2022.
Elle appartient à l'unité urbaine de Poilly-lez-Gien, une agglomération intra-départementale regroupant deux  communes, dont elle est ville-centre,,. Par ailleurs la commune fait partie de l'aire d'attraction de Gien, dont elle est une commune de la couronne,. Cette aire, qui regroupe 29 communes, est catégorisée dans les aires de moins de 50 000 habitants,.

### Occupation des sols
L'occupation des sols de la commune, telle qu'elle ressort de la base de données européenne d’occupation biophysique des sols Corine Land Cover (CLC), est marquée par l'importance des territoires agricoles (85 % en 2018), en diminution par rapport à 1990 (88,1 %). La répartition détaillée en 2018 est la suivante : 
terres arables (50,1 %), prairies (19,7 %), zones agricoles hétérogènes (15,2 %), zones urbanisées (7 %), forêts (6,4 %), eaux continentales (1,5 %).
L'évolution de l’occupation des sols de la commune et de ses infrastructures peut être observée sur les différentes représentations cartographiques du territoire : la carte de Cassini (XVIIIe siècle), la carte d'état-major (1820-1866) et les cartes ou photos aériennes de l'IGN pour la période actuelle (1950 à aujourd'hui).

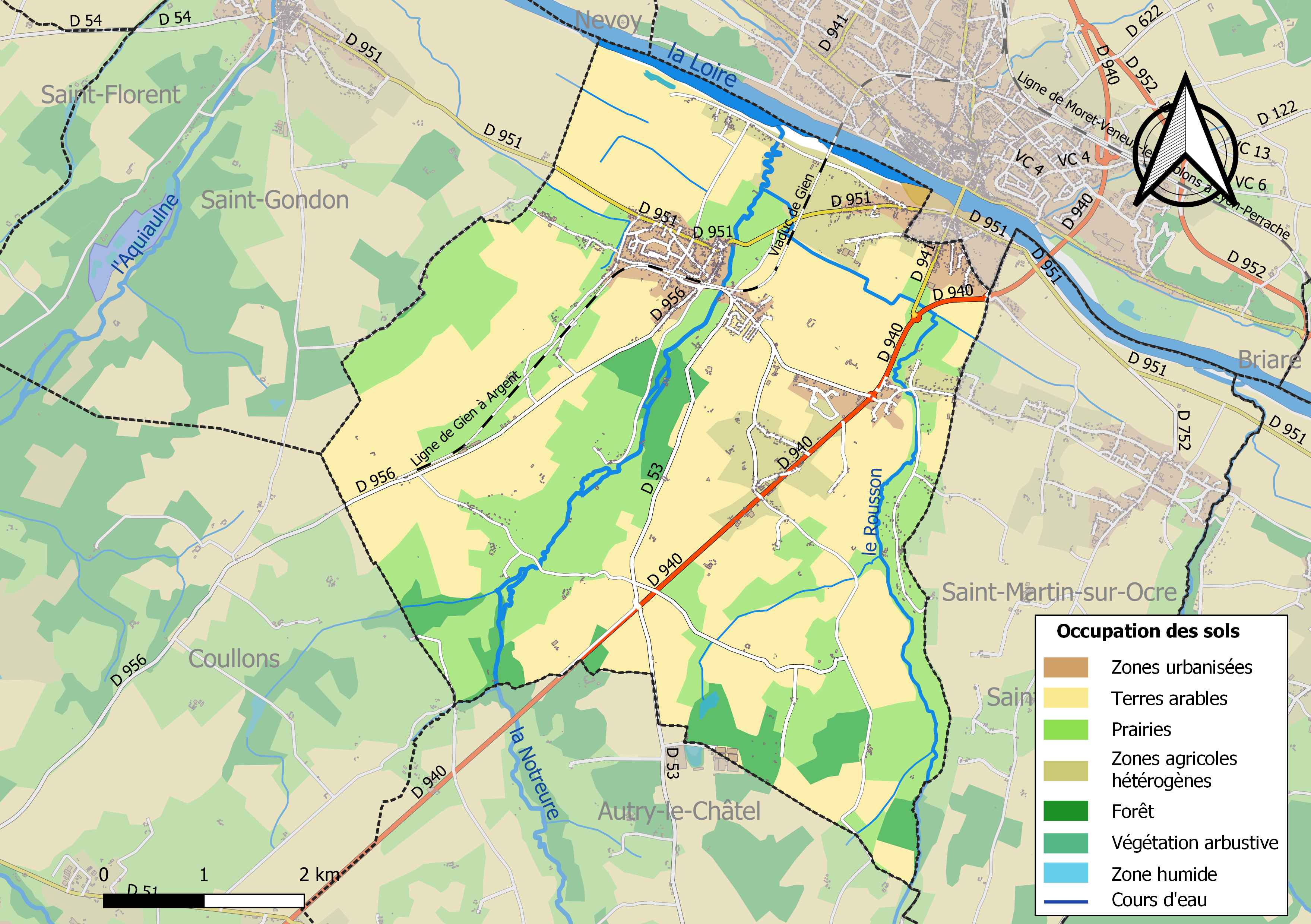
Carte des infrastructures et de l'occupation des sols de la commune en 2018 (CLC).
Carte orthophotographique de la commune en 2016.

### Lieux-dits et écarts
les Avoins - Les 4 chemins

### Planification

#### SCoT du pays giennois
La loi SRU du 13 décembre 2000 a incité fortement les communes à se regrouper au sein d’un établissement public, pour déterminer les partis d’aménagement de l’espace au sein d’un SCoT, et ce sous peine de ne plus pouvoir ouvrir à l’urbanisation de nouveaux espaces. En effet, dans certaines conditions, en l’absence de SCoT approuvé, les zones naturelles (N) et les zones d’urbanisation future (AU) ne peuvent plus, sauf dérogation, être ouvertes à l’urbanisation. Tel est le principe posé par l’article L.122-2 du Code de l’urbanisme. En application des dispositions de l'article L.122-18 du Code de l'urbanisme, le Schéma Directeur de la Région de Gien approuvé le 16 juillet 1996 avait été maintenu avec valeur de Schéma de Cohérence Territoriale. Le Schéma regroupait les communes de Coullons, Gien, Nevoy, Poilly-lez-Gien, Saint-Brisson-sur-Loire, Saint-Gondon, Saint-Martin-sur-Ocre. En l'absence de délibération de la communauté des communes giennoises, dont fait partie Poilly-lez-Gien, sur son évolution à l'échéance du délai de 10 ans à compter du 13 décembre 2000, ce SCot est devenu caduc à compter du 13 décembre 2010.
En se dotant de la compétence « élaboration, gestion et suivi d’un Schéma de Cohérence Territoriale à l’échelle du Pays du Giennois » par arrêté préfectoral du 11 mars 2010, le Syndicat mixte du Pays du Giennois s'engage en faveur d’un projet global d’aménagement et de développement durable du territoire du pays du Giennois. Le schéma de cohérence territoriale du pays giennois, qui regroupe 31 communes dont Gien, a ainsi été prescrit le 4 novembre 2010. Le projet de schéma a été arrêté le 30 juin 2015 puis soumis à l'enquête en octobre 2015 et approuvé le 29 mars 2016 et est opposable depuis le 8 avril 2016,.

### Voies de communication et transports

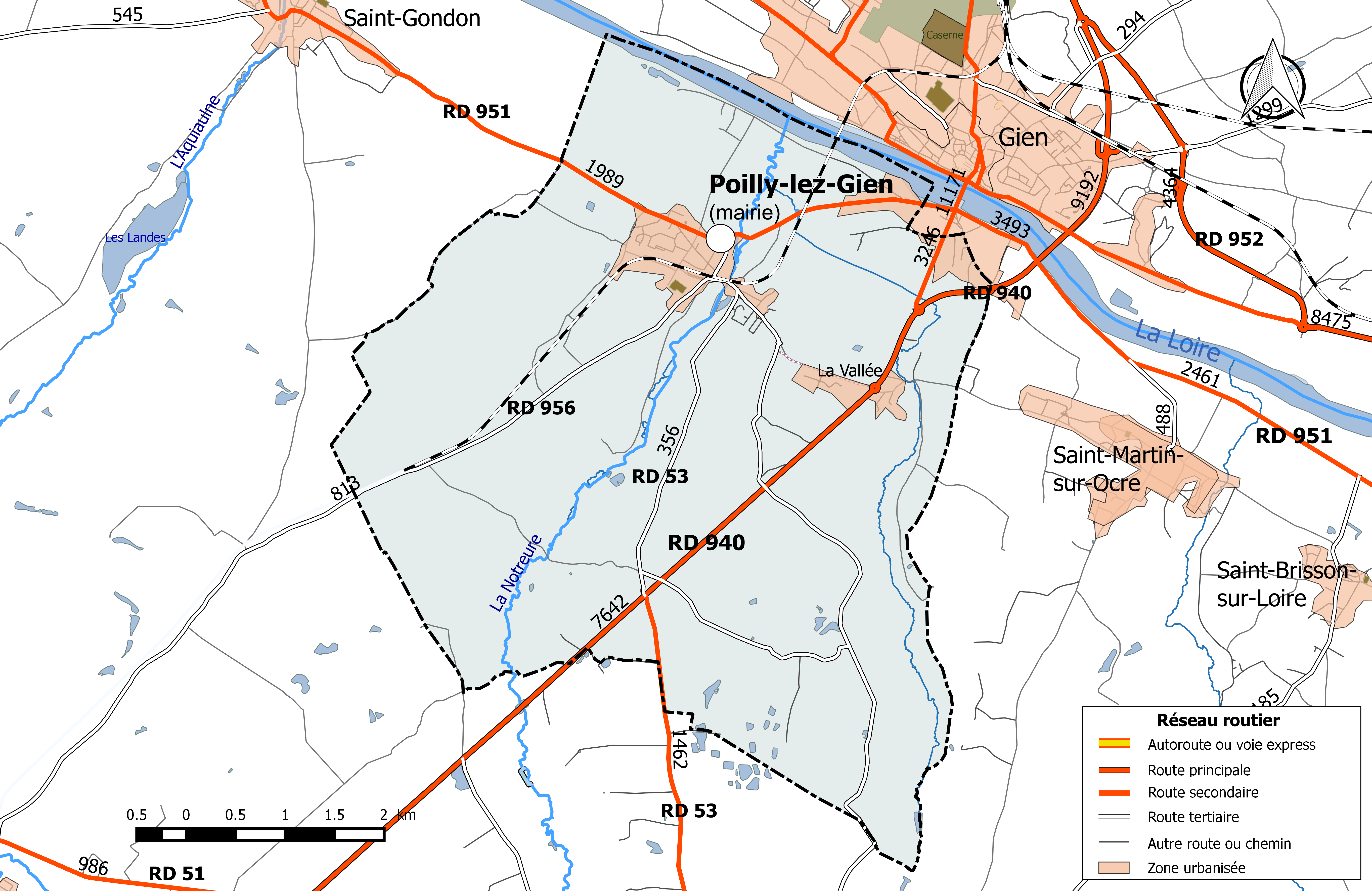
Réseau routier principal de la commune de Saint-Firmin-sur-Loire (avec indication du trafic routier 2014).

#### Infrastructures routières
La commune est traversée par cinq routes départementales : la RD 951, la RD 940, la RD 943, la RD 956 et la RD 53.
La RD 951 est l'ancienne route nationale 751, qui avait été créée en 1933 et était définie comme la route de Cosne-sur-Loire à la pointe de Saint-Gildas par la rive gauche de la Loire. La section traversant le Loiret, reliant Beaulieu-sur-Loire à Lailly-en-Val, a été transférée au département du Loiret par arrêté du 22 décembre 1972. En 2014, elle supporte sur le territoire communal un trafic de 2 461 véhicules/jour.
La RD 940 est l'ancienne route nationale 140, qui reliait avant 1973 Boismorand (Loiret) à Figeac dans l'Aveyron. Comme la RD 951, elle a été transférée au département du Loiret par arrêté du 22 décembre 1972 et relie Boismorand à Coullons. En 2014, elle supporte un trafic de 7 642 véhicules/jour. Des travaux d'élargissement à 2+1 voies sont entrepris de 2010 à 2013 du Sud de Gien à la limite du département du Cher. Le montant global des travaux s'établit à 38 millions d'euros dont 26,6 pris en charge par la région Centre-Val de Loire.
La RD 956 (813 véhicules/jour), qui relie la commune à Coullons et la RD 53 (356 véhicules/jour), qui la relie à Cernoy-en-Berry sont des routes à faible trafic. Complétant ces voies, la commune est sillonnée de plusieurs voies communales et chemins ruraux desservant ses fermes et hameaux et les bourgs environnants.

#### Transports en commun routiers
Poilly-lez-Gien est desservie par deux lignes régulières du réseau d'autocars interurbains Ulys : la ligne 7B qui relie Pierrefitte-ès-Bois à Sully-sur-Loire et la ligne 2 qui relie Viglain à Gien, correspondances SNCF à la gare de Gien. Depuis le 1er janvier 2017, la compétence des services de transports routiers interurbains, réguliers et à la demande est transférée des départements aux régions, et donc localement du département du Loiret à la région Centre-Val de Loire, consécutivement à la loi NOTRe du 7 août 2015. Dans ce cadre, le Réseau de mobilité interurbaine « Rémi » remplace chacun des réseaux de transports interurbains départementaux et en particulier le réseau Ulys dans le Loiret et  entre en service à compter de la rentrée scolaire du 4 septembre 2017.

### Risques naturels et technologiques majeurs
La commune de Poilly-lez-Gien est vulnérable à différents aléas naturels : inondations (par débordement de la Loire ou de ruisseaux), climatiques (hiver exceptionnel ou canicule), mouvements de terrains ou sismique. Elle est également exposée à deux risques technologiques : le transport de matières dangereuses et le risque nucléaire. Six arrêtés ministériels portant ou ayant porté reconnaissance de l'état de catastrophes naturelles ont été pris entre 1989 et 2016 dont 4 pour des inondations par débordement de cours d'eau ou par ruissellement et coulée de boue.

#### Risque d'inondation

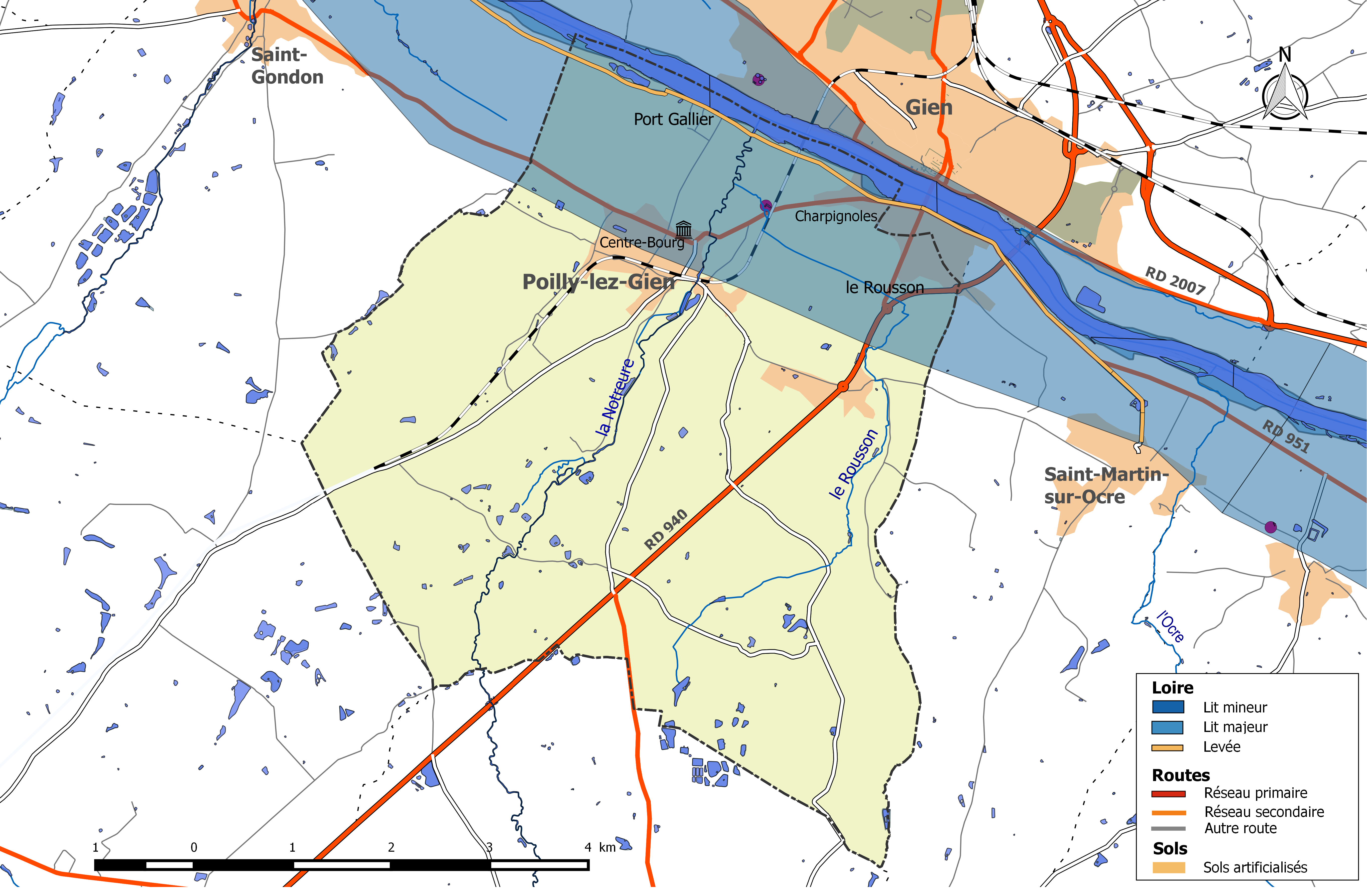
Zone inondable de la commune de Poilly-lez-Gien.

La Loire est à l'origine des dégâts les plus importants sur la commune en cas de crue majeure. Les crues historiques sont celles de 1846, 1856, 1866 et 1907. Aucune crue n'a atteint depuis 1907 les hauteurs atteintes lors de ces événements catastrophiques.
La commune est inondée via différents phénomènes : par remous de la Loire dans le ruisseau de la Notreure dès la crue de période de retour de 20 ans, par contournement aval de la digue de protection du val de Gien (le val n'étant pas fermé en aval) et  enfin, par les eaux en provenance du déversoir de Saint-Martin-sur-Ocre, qui entre en fonctionnement dès crue de période de retour de 20 ans, inondant par l'amont la commune de Poilly-lez-Gien.
Le risque d'inondation est pris en compte dans l'aménagement du territoire de la commune par le biais du Plans de prévention du risque d'inondation (PPRI) du val de Gien.
Deux documents permettent de définir les modalités de gestion de crise et d'organisation des secours : au niveau départemental, le Dispositif ORSEC départemental spécialisé déclenché en cas d'inondation de la Loire, le plan ORSIL, et au niveau communal le plan communal de sauvegarde.

#### Risque de mouvements de terrain
Le territoire de la commune peut être concerné par un risque d'effondrement de cavités souterraines non connues. Une cartographie départementale de l'inventaire des cavités souterraines et des désordres de surface a été réalisée. Il a été recensé sur la commune plusieurs effondrements de cavités.
Par ailleurs la commune a été reconnue sinistrée au titre des catastrophes naturelles durant ces dernières années à la suite des mouvements de terrain liés à la sécheresse (aléa moyen). Le phénomène de retrait-gonflement des argiles est la conséquence d'un changement d'humidité des sols argileux. Les argiles sont capables de fixer l'eau disponible mais aussi de la perdre en se rétractant en cas de sécheresse. Ce phénomène peut provoquer des dégâts très importants sur les constructions (fissures, déformations des ouvertures) pouvant rendre inhabitables certains locaux. Celui-ci a particulièrement affecté le Loiret après la canicule de l'été 2003. Une grande partie du territoire de la commune est soumis à un aléa « moyen » face à ce risque, selon l'échelle définie par le Bureau de recherches géologiques et minières (BRGM), particulièrement au niveau du cente-bourg et de la vallée de la Trézée et du canal de Briare, le reste est en aléa « faible ».

#### Risque sismique
La totalité du département est classée en zone de sismicité « très faible ». À ce titre aucune réglementation spécifique ne s'applique aux constructions dites « à risque normal ».

#### Transport de matières dangereuses
Ce risque peut survenir en cas d'accident impliquant une unité mobile (ex. camion) ou une canalisation transportant des matières dangereuses (toxique, inflammable...). Une matière dangereuse est une substance susceptible de présenter un danger et des conséquences graves pour l'homme et son environnement. Poilly-lez-Gien est concerné par la circulation sur le réseau routier (RD 940 en particulier) de camions chargés de matières dangereuses (livraison de gaz, livraison de matières dangereuses...) et par le passage sur son territoire d'un gazoduc haute pression enterré.

#### Risque nucléaire
En cas d’accident grave, certaines installations nucléaires sont susceptibles de rejeter dans l’atmosphère de l’iode radioactif. C'est en particulier le cas de la centrale nucléaire de Dampierre dont la partie occidentale de la commune se situe à l'intérieur du périmètre de 10 km du Plan particulier d'intervention relatif à cette installation. A ce titre les habitants de la commune, comme tous ceux résidant dans le périmètre proche de 10 km de la centrale ont bénéficié, à titre préventif, d'une distribution de comprimés d’iode stable dont l’ingestion avant rejet radioactif permet de pallier les effets sur la thyroïde d’une exposition à de l’iode radioactif. En cas d'incident ou d'accident nucléaire, la commune peut être considérée, en tout ou partie, comme zone de confinement ou comme zone d'évacuation et les habitants peuvent être amenés à ingérer, sur ordre du préfet, les comprimés en leur possession.

## Toponymie
Bas latin Paulliacus. Gentilice Paullius et suffixe acus. Le domaine de Paullius.

## Histoire
À l'époque gallo-romaine une chaussée élevée aurait protégé le village contre les crues de la Loire et placé la voie Orléans-Sancerre à l’abri du flot.
On a retrouvé des vestiges très anciens, notamment une hache de bronze à talon de 16,5 cm, 
dans les sables de la Loire. Des objets gallo-romains attestent également une activité humaine importante : des agrafes, des clefs, des monnaies ont été trouvées à Chézeau, Lucy et la Vilaisie. Des terrassiers ont mis au jour, entre la poste et la mairie, des morceaux de tuiles à rebords et de briques romaines. Une belle poterie du Ier ou IIe siècle a, par ailleurs, été découverte au-dessous du niveau des sarcophages.
L'habitat subsiste sous les Mérovingiens et au Moyen Âge. Un pont a sans doute existé entre Poilly et Gien-le-Vieil ; toujours est-il que l’on devait traverser la Loire largement en aval de l’actuel pont.
Une église est construite ; les protestants la détruiront en partie en 1567. La paroisse, comme celles du Giennois du sud de la Loire appartient au diocèse de Bourges.
Placée à proximité de Gien, la paroisse groupe au cours des temps modernes plus d’un millier d’habitants, plus que Briare en 1665, ce qui lui vaut de devenir en 1790 le chef-lieu d’un canton qui regroupe alors Saint-Martin-sur-Ocre, Saint-Firmin-sur-Loire, Saint-Brisson-sur-Loire et Autry-le-Châtel. En 1801, Poilly-lez-Gien appartient au canton de Gien. En 1804, le hameau du « Bout des Ponts » l’actuel quartier du Berry, est rattaché à Gien : Poilly-lez-Gien perd de fait 350 habitants et ne retrouvera sa population du début du XIXe siècle qu'en 1872.
À la fin du XIXe siècle, on loue encore la qualité de ses terres ; la mairie construite en 1858, est toute neuve ainsi que l’école (1874). La scolarité des enfants n’est pas encore généralisée : sur 108 conscrits de 1868 à 1878, 26 sont illettrés. À cette époque, la bibliothèque scolaire compte 89 volumes.
L’église restaurée et agrandie en 1836 subit la terrible crue de 1846 et recouvre les rues du bourg.
Reconstruite après cette date, une levée la protège  des crues de 1856 et 1866. De 1884 à 1893, on édifie une voie ferrée qui relie Gien à Argent-sur-Sauldre par Poilly-lez-Gien et Coullons. Le trafic ne sera jamais intense mais cette ligne laisse l’un des viaducs les plus longs d’Europe avec 1 866 mètres et ses 92 arches.
Au cours de la première moitié du XXe siècle, la commune se maintient entre 1 200 et 1 300 habitants malgré la Première Guerre mondiale et l'exode rural.
Entre le 29 janvier et le 8 février 1939, plus de 2 800 réfugiés espagnols fuyant l'effondrement de la république espagnole devant les troupes de Franco, arrivent dans le Loiret. Devant l'insuffisance des structures d'accueil d’Orléans, 46 centres d’accueil ruraux sont ouverts, dont un à Poilly-lez-Gien. Les réfugiés, essentiellement des femmes et des enfants (les hommes sont désarmés et retenus dans le Sud de la France), sont soumis à une quarantaine stricte, vaccinés, le courrier est limité, et le ravitaillement, s'il est peu varié et cuisiné à la française, est cependant assuré. Une partie des réfugiés rentrent en Espagne, incités par le gouvernement français qui facilite les conditions du retour, ceux préférant rester sont regroupés au camp de la verrerie des Aydes, à Fleury-les-Aubrais.
Après 1960, la proximité de Gien permet à Poilly-lez-Gien un développement spectaculaire. La commune passe de 1 366 habitants en 1962 à 2 104 en 1982 puis 2 301 habitants en 1990.
Pour cette raison, un collège qui regroupe principalement les élèves du sud de la Loire est édifié en 1978.

## Politique et administration

### Découpage territorial

#### Bloc communal: Commune et intercommunalités
La paroisse de Poilly acquiert le statut de municipalité avec le  décret du 12 novembre 1789 de l'Assemblée Nationale puis celui de « commune », au sens de l'administration territoriale actuelle, par le décret de la Convention nationale du 10 brumaire an II (31 octobre 1793). Il faut toutefois attendre la loi du 5 avril 1884 sur l'organisation municipale pour qu'un régime juridique uniforme soit défini pour toutes les communes de France, point de départ de l’affirmation progressive des communes face au pouvoir central.
La commune est orthographiée Poily dans l'arrêté de 1801. En 1918, la Chambre de Commerce de Paris émet le souhait « qu'un nom de complément soit donné aux localités qui portent une dénomination identique » afin d'éviter toute confusion dans les transmissions postales et le transport des marchandises. Le gouvernement accueille favorablement cette demande et le 7 juin 1918 le préfet du Loiret invite 82 communes du Loiret ayant des homonymes dans d'autres départements à compléter leur nom. Vingt-trois conseils municipaux refusent. La commune de Poily, quant à elle, prend le nom de Poilly-lez-Gien à la suite du décret du 30 novembre 1918.
La commune est membre de la communauté des communes giennoises depuis sa création le 21 décembre 2001, une intercommunalité qui remplace le district de Gien, créé par arrêté préfectoral du 3 juillet 1972.

#### Circonscriptions de rattachement
La loi du 22 décembre 1789 divise le pays en 83 départements découpés chacun en six à neuf districts eux-mêmes découpés en cantons regroupant des communes. Les districts, tout comme les départements, sont le siège d’une administration d’État et constituent à ce titre des circonscriptions administratives. La commune de Poilly est alors incluse dans le canton de Poilly, le district de Gien et le département du Loiret.
La recherche d’un équilibre entre la volonté d’organiser une administration dont les cadres permettent l’exécution et le contrôle des lois d’une part, et la volonté d’accorder une certaine autonomie aux collectivités de base (paroisses, bourgs, villes) d’autre part, s’étale de 1789 à 1838. Les découpages territoriaux évoluent ensuite au gré des réformes visant à décentraliser ou recentraliser l'action de l'État. La régionalisation fonctionnelle des services de l'État (1945-1971) aboutit à la création de régions. L'acte I de la décentralisation de 1982-1983 constitue une étape importante en donnant l'autonomie aux collectivités territoriales, régions, départements et communes. L'acte II intervient en 2003-2006, puis l'acte III en 2012-2015.
Le tableau suivant présente les rattachements, au niveau infra-départemental, de la commune de Poilly-lez-Gien aux différentes circonscriptions administratives et électorales ainsi que l'historique de l'évolution de leurs territoires.
| Circonscription             | Nom                | Période   | Type                         | Évolution du découpage territorial |
| --------------------------- | ------------------ | --------- | ---------------------------- | --- |
| District                    | Gien               | 1790-1795 | Administrative               | La commune est rattachée au district de Gien de 1790 à 1795,. La Constitution du 5 fructidor an III, appliquée à partir de vendémiaire an IV (1795) supprime les districts, rouages administratifs liés à la Terreur, mais maintient les cantons qui acquièrent dès lors plus d'importance. |
| Canton                      | Poilly             | 1790-1801 | Administrative et électorale | Le 10 février 1790, la municipalité de Poilly est rattachée au canton de Poilly,. Les cantons sont supprimés, en tant que découpage administratif, par une loi du 26 juin 1793, et ne conservent qu'un rôle électoral. Ils permettent l’élection des électeurs du second degré chargés de désigner les députés. Les cantons acquièrent une fonction administrative avec la disparition des districts en 1795. |
| Canton                      | Gien               | 1801-2015 | Administrative et électorale | Sous le Consulat, un redécoupage territorial visant à réduire le nombre de justices de paix ramène le nombre de cantons dans le Loiret de 59 à 31. Poilly est alors rattachée par arrêté du 9 vendémiaire an X (30 septembre 1801) au canton de Gien, sous le nom de Poily,. |
| Canton                      | Sully-sur-Loire    | 2015-     | Électorale                   | La loi du 17 mai 2013 et ses décrets d'application publiés en février et mars 2014 introduisent un nouveau découpage territorial pour les élections départementales. La commune est alors rattachée au nouveau canton de Sully-sur-Loire. Depuis cette réforme, plus aucun service de l'État n'exerce sa compétence sur un territoire s'appuyant sur le nouveau découpage cantonal. Le canton a disparu en tant que circonscription administrative de l'État ; il est désormais uniquement une circonscription électorale dédiée à l'élection d'un binôme de conseillers départementaux siégeant au conseil départemental. |
| Arrondissement              | Gien               | 1801-1926 | Administrative               | Poily est rattachée à l'arrondissement de Gien par arrêté du 9 vendémiaire an X (30 septembre 1801),. |
| Arrondissement              | Montargis          | 1926-     | Administrative               | Sous la Troisième République, en raison d'un endettement considérable et de l'effort nécessaire pour la reconstruction post-Première Guerre mondiale, la France traverse une crise financière. Pour réduire les dépenses de l’État, Raymond Poincaré fait voter plusieurs décrets-lois réformant en profondeur l’administration française : 106 arrondissements sont ainsi supprimés, dont ceux de Gien et de Pithiviers dans le Loiret par décret du 10 septembre 1926. Poilly-lez-Gien est ainsi transférée de l'arrondissement de Gien à celui de Montargis,.                                                           |
| Circonscription législative | 3e circonscription | 2010-     | Électorale                   | Lors du découpage législatif de 1986, le nombre de circonscriptions législatives passe dans le Loiret de 4 à 5. Un nouveau redécoupage intervient en 2010 avec la loi du 23 février 2010. En attribuant un siège de député « par tranche » de 125 000 habitants, le nombre de circonscriptions par département varie désormais de 1 à 21,. Dans le Loiret, le nombre de circonscriptions passe de cinq à six. Poilly-lez-Gien, initialement rattachée à la quatrième circonscription, est, après 2010, rattachée à la troisième circonscription.                                                                           |

#### Collectivités de rattachement
La commune de Poilly-lez-Gien est rattachée au département du Loiret et à la région Centre-Val de Loire, à la fois circonscriptions administratives de l'État et collectivités territoriales.

### Politique et administration municipales

#### Conseil municipal et maire
Depuis les élections municipales de 2014, le conseil municipal de Poilly-lez-Gien, commune de plus de 1 000 habitants, est élu au scrutin proportionnel de liste à deux tours (sans aucune modification possible de la liste), pour un mandat de six ans renouvelable. Il est composé de 19 membres. L'exécutif communal est constitué par le maire, élu par le conseil municipal, parmi ses membres, pour un mandat de six ans, c'est-à-dire pour la durée du mandat du conseil. Alain Chaborel est maire depuis 2014.
| Période         | Période         | Identité                       | Étiquette | Qualité      |
| --------------- | --------------- | ------------------------------ | --------- | ------------ |
| 26 janvier 1790 | 7 août 1790     | Mathieu Meneau                 |           |              |
| 8 août 1790     | 20 août 1791    | Alexis Saget                   |           |              |
| 21 août 1791    | 17 août 1800    | André Nibelle                  |           |              |
| 18 août 1800    | 3 août 1816     | Claude Jacques Gaudeau         |           |              |
| 4 août 1816     | 5 janvier 1820  | Charles Saget                  |           |              |
| 6 janvier 1820  | 4 novembre 1843 | Augustin Janson de Couët       |           |              |
| 5 novembre 1843 | 12 août 1848    | Alfred Gabriel Janson de Couët |           |              |
| 13 août 1848    | 6 octobre 1849  | Joseph Parendeau               |           |              |
| 7 octobre 1849  | 18 août 1860    | André Alexandre Cœur           |           |              |
| 19 août 1860    | 20 janvier 1878 | Victor Janson de Couët         |           |              |
| 21 janvier 1878 | 17 mai 1884     | Leon Menager                   |           |              |
| 18 mai 1884     | 19 mai 1888     | Jules Fouchard                 |           |              |
| 20 mai 1888     | 14 mai 1892     | Charles Plessis                |           |              |
| 15 mai 1892     | 14 mai 1904     | Jules Fouchard                 |           |              |
| 15 mai 1904     | 19 juillet 1920 | François Marin                 |           |              |
| 20 juillet 1920 | 16 mai 1925     | Jean Cur                       |           |              |
| 17 mai 1925     | 18 mai 1945     | Sylvain Couillard              |           |              |
| 19 mai 1945     | 1 novembre 1947 | Gaston Dumais                  |           |              |
| 2 novembre 1947 | 13 mars 1971    | Henri Cirade                   |           |              |
| 14 mars 1971    | mars 2001       | Lucien Villoing                |           | Agriculteur  |
| mars 2001       | mars 2014       | Jean Rivier                    | DVD       |              |
| avril 2014      | En cours        | Alain Chaborel,                |           | Ancien cadre |

## Équipements et services

### Environnement

#### Gestion des déchets
En  2016, la commune est membre du syndicat mixte de collecte et de traitement des ordures ménagères des cantons de Gien, Châtillon Coligny, Briare et Châtillon-sur-Loire (SMICTOM). Celui-ci assure la collecte et le traitement des ordures ménagères résiduelles en porte à porte, des emballages ménagers recyclables, des encombrants et du verre en points d’apport volontaire. Un réseau de sept déchèteries, dont une est située sur le territoire communal, accueille les encombrants et autres déchets spécifiques (déchets verts, déchets dangereux, gravats, ferraille, cartons…),. L'élimination et la valorisation énergétique des déchets ménagers et de ceux issus de la collecte sélective sont effectuées par le SYCTOM de Gien-Châteauneuf-sur-Loire qui comprend un centre de transfert de déchets ménagers et un centre de stockage de déchets ultimes (CSDU) de classe II à Saint-Aignan-des-Gués ainsi qu'une usine d’incinération des ordures ménagères à Gien-Arrabloy.
Depuis le 1er janvier 2017, la « gestion des déchets ménagers » ne fait plus partie des compétences de la commune mais est une compétence obligatoire de la communauté des communes giennoises en application de la loi NOTRe du 7 août 2015.

#### Production et distribution d'eau
Le service public d’eau potable est une compétence obligatoire des communes depuis l’adoption de la loi du 30 décembre 2006 sur l’eau et les milieux aquatiques. Au 31 décembre 2016, la production et la distribution de l'eau potable sur le territoire communal sont assurées par la commune elle-même.
La loi NOTRe du 7 août 2015 prévoit que le transfert des compétences « eau et assainissement » vers les communautés de communes sera obligatoire à compter du 1er janvier 2020. Le transfert d’une compétence entraîne  de  facto la mise à disposition gratuite de plein droit des biens, équipements et services publics utilisés, à la date du transfert, pour l'exercice de ces compétences et la substitution de la communauté dans les droits et obligations des communes,.

#### Assainissement
La compétence assainissement, qui recouvre obligatoirement la collecte, le transport et l’épuration des eaux usées, l’élimination des boues produites, ainsi que le contrôle des raccordements aux réseaux publics de collecte, est assurée par la communauté des communes giennoises.
La commune est raccordée à une station d'épuration située sur le territoire communal, mise en service le 1er janvier 1979 et dont la capacité nominale de traitement est de  5 000 EH, soit 1 000 m3/jour. Cet équipement utilise un procédé d'épuration biologique dit « à boues activées »,.
L’assainissement non collectif (ANC) désigne les installations individuelles de traitement des eaux domestiques qui ne sont pas desservies par un réseau public de collecte des eaux usées et qui doivent en conséquence traiter elles-mêmes leurs eaux usées avant de les rejeter dans le milieu naturel. La Communauté des communes giennoises a créé un service public d'assainissement non collectif (SPANC) qui a pour missions la vérification de la conception et de l’exécution des ouvrages pour les installations neuves ou réhabilitées et la vérification périodique du bon fonctionnement et de l’entretien des installations existantes,.

### Enseignement
Poilly dispose d'une école élémentaire primaire et d'un collège.

## Population et société

### Démographie
L'évolution du nombre d'habitants est connue à travers les recensements de la population effectués dans la commune depuis 1793. Pour les communes de moins de 10 000 habitants, une enquête de recensement portant sur toute la population est réalisée tous les cinq ans, les populations de référence des années intermédiaires étant quant à elles estimées par interpolation ou extrapolation. Pour la commune, le premier recensement exhaustif entrant dans le cadre du nouveau dispositif a été réalisé en 2006.
En 2022, la commune comptait 2 464 habitants, en évolution de +2,11 % par rapport à 2016 (Loiret : +1,89 %, France hors Mayotte : +2,11 %).
| 1793  | 1800  | 1806 | 1821 | 1831 | 1836  | 1841  | 1846  | 1851  |
| ----- | ----- | ---- | ---- | ---- | ----- | ----- | ----- | ----- |
| 1 254 | 1 201 | 859  | 882  | 980  | 1 034 | 1 088 | 1 082 | 1 122 |

| 1856  | 1861  | 1866  | 1872  | 1876  | 1881  | 1886  | 1891  | 1896  |
| ----- | ----- | ----- | ----- | ----- | ----- | ----- | ----- | ----- |
| 1 133 | 1 167 | 1 174 | 1 219 | 1 227 | 1 263 | 1 352 | 1 420 | 1 349 |

| 1901  | 1906  | 1911  | 1921  | 1926  | 1931  | 1936  | 1946  | 1954  |
| ----- | ----- | ----- | ----- | ----- | ----- | ----- | ----- | ----- |
| 1 364 | 1 375 | 1 377 | 1 265 | 1 240 | 1 216 | 1 281 | 1 332 | 1 310 |

| 1962  | 1968  | 1975  | 1982  | 1990  | 1999  | 2006  | 2011  | 2016  |
| ----- | ----- | ----- | ----- | ----- | ----- | ----- | ----- | ----- |
| 1 366 | 1 550 | 1 849 | 2 104 | 2 281 | 2 189 | 2 270 | 2 370 | 2 413 |

| 2021  | 2022  | - | - | - | - | - | - | - |
| ----- | ----- | - | - | - | - | - | - | - |
| 2 441 | 2 464 | - | - | - | - | - | - | - |

## Culture et patrimoine

### Culture
- Fête des Brandons, chaque deuxième samedi du mois de juin ;
- La fête du foot, tournoi de sixte, organisé chaque année au mois de juin par l'association « US Poilly ».

### Patrimoine gastronomique
La commune de Poilly-lez-Gien est située dans l'aire de l'appellation d'origine protégée (AOP) ou appellation d'origine contrôlée (AOC) du Chavignol, un fromage au lait cru fabriqué à base de lait de chèvre entier, à pâte molle à croûte fleurie, de forme cylindrique très légèrement bombé à la périphérie.
Le territoire de Poilly-lez-Gien est également intégré aux aires de productions de 24 produits bénéficiant d'une indication géographique protégée (IGP) : volailles du Berry, volailles de l’Orléanais, vins du Val de Loire, de l'Allier, du Cher, du Loir-et-Cher, de l'Indre, du Pays de Retz et primeur.

### Personnalités liées à la commune
- En mars 1429, Jeanne d’Arc traverse Poilly en quittant Gien, pour se rendre à Chinon ; elle y passe une dernière fois, six mois plus tard, en septembre 1429 ;
- Jean Bazin (1736-1803), politicien français, est né dans la commune ;
- Bernadette Chodron de Courcel, future épouse de Jacques Chirac, séjourna au château de Marcault, chez une de ses tantes, pendant la Seconde Guerre mondiale de 1941 à 1943.
- Francis Latreille (né en 1948), né sur la commune.